# A Boy From Nowhere
A Boy From Nowhere est une chanson du chanteur gallois Tom Jones, sortie sous forme de single en 1987.

## Histoire

### Création

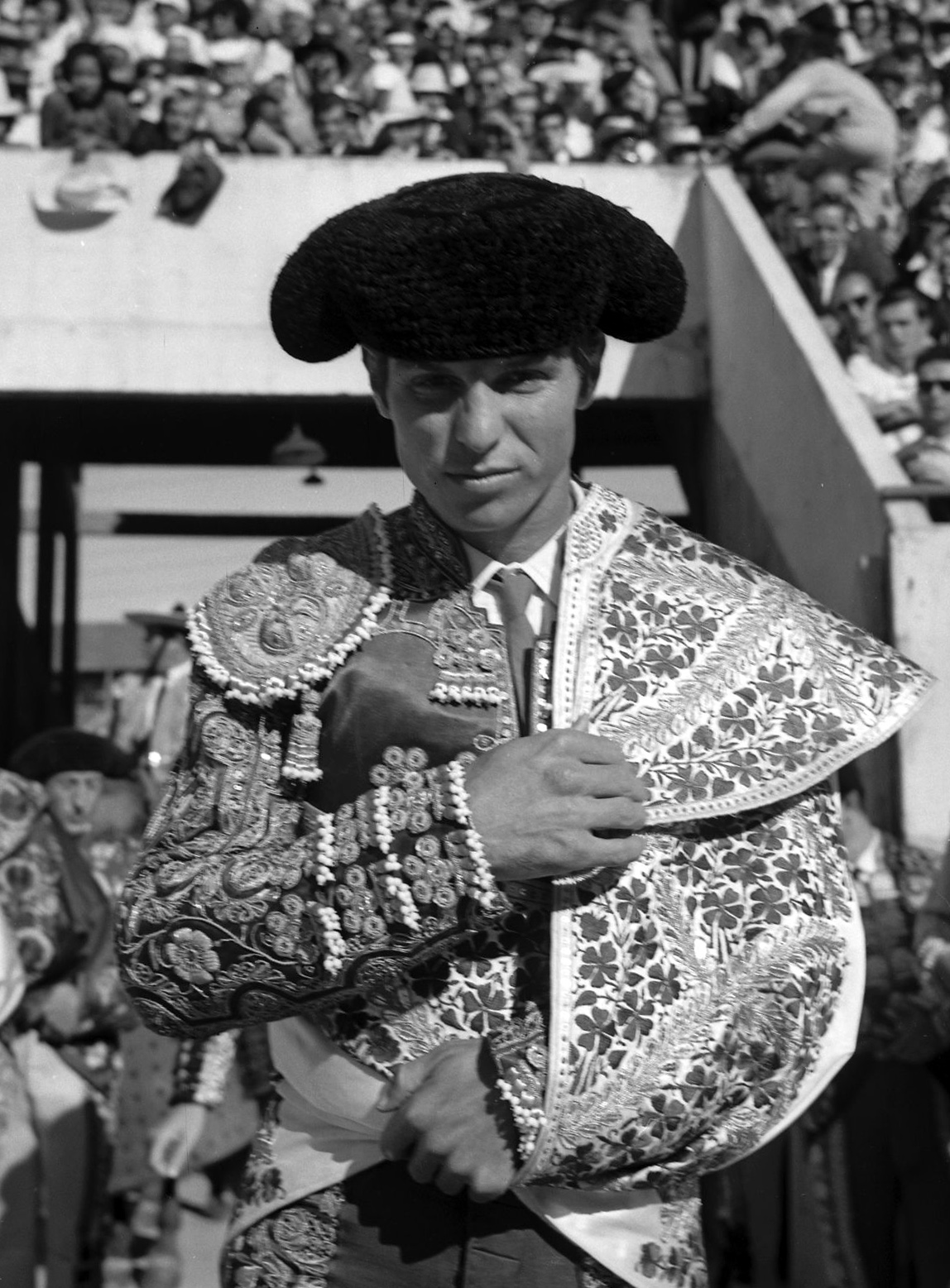
Le matador espagnol El Cordobés, en 1965.

Dans le cadre de la préparation de la comédie musicale Matador, centrée sur la vie du matador espagnol El Cordobés, Mike Leander et Edward Seago, les créateurs du projet, décident d'élaborer un album-concept préalablement à la conception définitive du scénario. Au printemps 1986, en quête d'un interprète suffisamment renommé pour assurer la promotion de l'album et, partant, du spectacle à venir, les deux hommes, après avoir songé au leader du groupe Queen Freddie Mercury, font appel au chanteur gallois Tom Jones, alors désireux de relancer une carrière sur le déclin. Contactés, ce dernier et son manager Gordon Mills se montrent très rapidement intéressés par la proposition.
L'enregistrement des chansons dévolues au rôle-titre, parmi lesquelles A Boy From Nowhere, a lieu dans les studios Britannia Sound de Los Angeles, en présence de Leander et Seago, venus spécialement d'Angleterre pour l'occasion. A Boy From Nowhere est ensuite choisi pour être le premier titre de l'album à sortir en single.

### Sortie et réception
Le single sort sous le label Epic (OLE T1) en avril 1987. Bien qu'ébranlé par la mort de Gordon Mills en juillet 1986, Tom Jones s'investit fortement dans la promotion de la chanson et multiplie les apparitions télévisées au cours du printemps 1987, à tel point que Lucy Ellis et Bryony Sutherland écrivent qu'« en avril et mai 1987, il était pratiquement impossible pour quiconque au Royaume-Uni d'allumer sa télévision sans voir Tom faire la promotion de A Boy From Nowhere et, par la même occasion, de Matador, dans toutes les émissions-débats possibles et imaginables ». Les paroles de la chanson, décrite par ces mêmes autrices comme une « ballade aux accents hispanisants, intense mais posée, sur le thème de la tribulation », ne sont pas sans analogie avec le propre parcours de Tom Jones, qui déclare à propos d'El Cordobès :

« Je me sens très proche de son personnage. Même si la tauromachie n'est pas très répandue au pays de Galles, d'une certaine manière, El Cordobès et moi avons des trajectoires similaires. Nous avons tous deux eu de grands rêves et de grandes ambitions. Je suppose que c'est le fait d'être fasciné par les stars dès son plus jeune âge et de vouloir échapper à la routine. »

Jones interprète pour la première fois le single en public dans l'émission présentée par Des O'Connor. L'accueil du public britannique est excellent, ce qui permet à A Boy From Nowhere d'atteindre la 2e place des charts au Royaume-Uni, derrière Nothing's Gonna Stop Us Now du groupe Starship. C'est la première fois en 15 ans qu'une chanson de Tom Jones pénètre dans le top 10 des charts britanniques. Malgré ce succès, le titre n'est pas commercialisé aux États-Unis.